# Verschlossen und verriegelt
Der Roman Verschlossen und verriegelt (schwedischer Originaltitel: Det slutna rummet) des Autorenpaares Maj Sjöwall und Per Wahlöö gehört zu der Dekalogie Roman über ein Verbrechen und folgt auf den Kriminalroman Das Ekel aus Säffle, an dessen Ende Kommissar Martin Beck eine schwere Schussverletzung erleidet. Thematisch behandelt er das titelgebende Rätsel eines verschlossenen Raumes.
Das Buch erschien 1972 in Schweden, 1975 in Westdeutschland beim Rowohlt Verlag und 1977 in der DDR beim Verlag Volk und Welt (unter dem Titel Der verschlossene Raum).

## Inhalt
Nach seiner Verletzung hat Martin Beck 15 Monate lang immer wieder einen Alptraum: Er wirft sich in den Schuss, den Charles J. Guiteau auf den amerikanischen Präsidenten James A. Garfield abgibt, und wird in die Brust getroffen – doch Garfield stirbt trotzdem.
Als Beck ins Reichspolizeipräsidium zurückkehrt, muss er feststellen, dass das Polizeikorps zum großen Teil noch dilettantischer und unprofessioneller arbeitet, als er es vorher gewohnt war. Streifenpolizisten hatten eine bereits stark verweste Leiche (wie sich später herausstellt, eines Erschossenen) in einer von innen abgeschlossenen Wohnung gefunden. Ein Kriminalbeamter hatte den Fall als Selbstmord ad acta gelegt. Niemand hatte bemerkt, dass sich die Waffe nicht in der Wohnung befunden hatte. Martin Beck muss nun den zeitlich etwas zurückliegenden Fall ganz neu aufrollen und dabei gegen die Vergesslichkeit der Menschen ankämpfen. Erschwerend ist zudem, dass seine Kollegen und Freunde ins Dezernat für Banküberfälle versetzt worden sind, wo sie unter der Leitung des Staatsanwalts „Bulldozer“ Olsson gegen den Bankräuber Werner Roos und seine Kumpane Malmström und Mohrén ermitteln, die einen großen Coup planen.
Der Roman verfolgt jetzt zwei Handlungsstränge: den Martin Becks und den der Bankraubspezialisten.
Letztere nehmen durch einen Zufall den Kleinkriminellen Mauritzon fest, einen Gehilfen von Malmström und Mohrén. Mauritzon liefert der Polizei detaillierte Pläne für den nächsten Coup der Bankräuberbande.
In der Folge verdächtigt die Polizei Mauritzon selbst eines Bankraubs, bei dem ein Bankkunde erschossen wurde. Den Raub hat aber – ohne dass Mauritzon das weiß – seine frühere Freundin mit seiner Waffe begangen und sich anschließend nach Jugoslawien abgesetzt. Gleichzeitig stellt Martin Beck fest, dass der „Selbstmörder“ Mauritzon erpresst hatte und deswegen von diesem durch ein offenes Fenster erschossen worden war. Dabei war das Fenster so zugefallen, dass sich der Riegel von selbst geschlossen hatte.
Da die von Martin Beck gesammelten Beweise nicht ausreichen, wird Mauritzon im Gerichtsverfahren wegen des von ihm begangenen Mordes freigesprochen, aber für den nicht von ihm begangenen Bankraub, dessen Indizien er nicht widerlegen kann, in Tateinheit mit Totschlag mit lebenslanger Haft bestraft.
Die von Staatsanwalt Olsson verfolgte Bankräubergruppe führt den geplanten Bankraub erfolgreich aus. Die Polizei war angesichts der ihr zugespielten Pläne von einem Überfall auf eine Stockholmer Bank ausgegangen,  tatsächlich findet der Raub aber in Malmö statt.
Im Laufe der Ermittlungen lernt Beck eine Frau namens Rhea Nielsen kennen, die ihm in einer depressiven Phase seines Lebens neuen Mut gibt und auch in den folgenden Romanen eine wichtige Rolle spielt.
Zudem hat dieser Roman eine selbstreferenzielle Komponente: Gemeinsam mit Rhea Nielsen reflektiert Martin Beck über das Problem des verschlossenen Raumes, das es sonst doch „nur in Kriminalromanen“ gebe. Nielsen gibt Beck einen theoretischen Aufsatz über dieses Phänomen in Romanen zu lesen. Die Form der Lösung, die in diesem Roman behandelt wird, ist in dem Aufsatz nicht dabei.
Das Motiv, dass ein Verbrecher für ein nicht von ihm begangenes Verbrechen bestraft wird statt für ein von ihm begangenes, dessen er aber nicht überführt werden kann, findet sich bereits 1924 in Dashiell Hammetts Story The Golden Horseshoe und im Roman Der Richter und sein Henker (1951) von Friedrich Dürrenmatt.

## Film
Das Buch wurde 1993 mit der niederländisch-belgischen Produktion Beck – De gesloten Kamer verfilmt, Regisseur war Jacob Bijl.